# Фонтанигорда
Фонтанигорда (итал. Fontanigorda) — коммуна в Италии, располагается в регионе Лигурия, в провинции Генуя.
Население составляет 301 человек (2008 г.), плотность населения составляет 19 чел./км². Занимает площадь 17 км². Почтовый индекс — 16023. Телефонный код — 010.
Покровителями коммуны почитаются Пресвятая Богородица (Madonna Addolorata) и святой Антоний Великий, празднование 17 января.

## Демография
Динамика населения:

## Города-побратимы
- Сен-Мем, Франция (1997)

## Администрация коммуны
- Официальный сайт: